# Мистецтво Словаччини

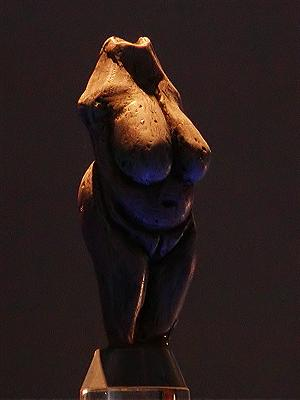
Мораванська Венера, 22 тис. років

Мистецтво Словаччини — візуальні та витончені образотворчі мистецтва, пов'язані з словацьким народом, або теренами сучасної Словаччини.

## Загальний опис
Найдавнішими об'єктами образотворчого мистецтва на теренах Словаччини є: жіночі фігурки первісної палеолітичної людини (Мораванська Венера), кераміка неоліту, ювелірні прикраси фракійців, скіфів, кельтів, давніх слов'ян. IV століттям датуються поховання з золотими, срібними і бронзовими виробами.
Культурні слов'янські особливості словаків знайшли своє втілення у побутових витворах народних майстрів: різьбленні по дереву, розписах селянських будинків, вишивці, кераміці. Словацькі народні елементи досить подібні до аналогічних українських.

## Живопис
Перлинами живопису пізнього середньовіччя XIV—XV століть є фрески церкви Святого Мартіна в Спишській Капітулі (об'єкт Світової спадщини ЮНЕСКО). XVI століття знаменується переходом до епохи Відродження. Ширяться різьблені дерев'яні вівтарі. Великий вівтар Павла з Левочі (словац. Majster Pavol z Levoče) 1508—1515 років в соборі Святого Якуба в Левочі є найвищим (18 м) готичним дерев'яним вівтарем в світі. Відомий живопис і різьблені скульптури майстра з Околичної (словац. Majster z Okoličné). Широко відомі декор, скульптура, вироби з металу того часу.
XVII століття знаменується переходом до барочного стилю в живописі: Яна Купецького, Франца Антона Маульберча.
У XIX столітті, на тлі народного словацького піднесення з'являється ціла плеяда національних художників (Й. Чаусіг, Янош Ромбауер, Кароль Людовит Лібай). Йозеф Клеменс (1817—1883) і Петер Міхал Богунь (1822—1879, див. галерея Петра Богуня) творять у стилі романтизму і пишуть ряд картин присвячених словацьким національним героям. У портретному жанрі також відомі: Домінік Скутецький (1849—1921), Йозеф Штетка, Йозеф Ганула (1863—1944). Наприкінці століття оформлюються національні риси в побутовому жанрі (В. Климкович, Домінік Скутецький, Йозеф Ганула); пейзажному (Кароль Мілослав Лехотський (1846—1915) і Л. Чордак). Представником словацького імпресіонізму був Максиміліан Шурманн (1863—1944).
Серед майстрів XX століття вагомий внесок в розвиток живопису дали Мікулаш Галанда (1895—1938), Мартін Бенка (1888—1971), Янко Алексі (1894—1970), Мілош Бажовський (1899—1968), Густав Маллий (1879—1952) і Ян Гала (1890—1959) — засновники словацького модерну. Сюжети їхньої творчості виникали головним чином з життя звичайних людей в сільській місцевості, яке вони ідеалізували. Золо Палагвай (1898—1935), Антон Ясуш (1882—1965), Едмунд Гверк (1895—1956), Юліус Якобі (1903—1985) розвивали напрямки ар-нуво, символізму й експресіонізму в словацькому живописі.
Роботи Коломана Сокола (1902—2003), професора графіки університету Мехіко в 1937—1941 роках, Людовита Фулли (1902—1980) та Імро Вейнер-Краля (1901—1978) тісно пов'язані з сучасним європейським мистецтвом, здобували міжнародне визнання й нагороди. Помітний слід в живописі залишили Кіпріан Маєрнік (1909—1945), Ян Желібський, Ян Мудроч (1909—1968), Ладіслав Чеміцький (1909—1968), Естер Сімерова (1909), графік Вінсент Гложнік (1919—1997), Албін Бруновський (1935—1997), Йозеф Янкович (1937), Душан Каллай (1948), Владімір Гажович (1939), Кароль Ондрейчка (1944—2003) і Блажей Балаж (1958).
Одна з найпомітніших фігур сучасного образотворчого мистецтва в стилі поп-арт, Енді Ворхол (1928—1987), що народився в Піттсбурзі (штат Пенсільванія, США), за походженням був з родини лемків з словацького села Микова (словац. Miková). У містечку Меджилабірці, де певний час жила його родина до еміграції, відкрито меморіальний музей.
Серед відомих художників XXI сторіччя помітна творчість Кирла Блажо (1970), Мартіна Варгіка і Вільяма Ловіска (1964).

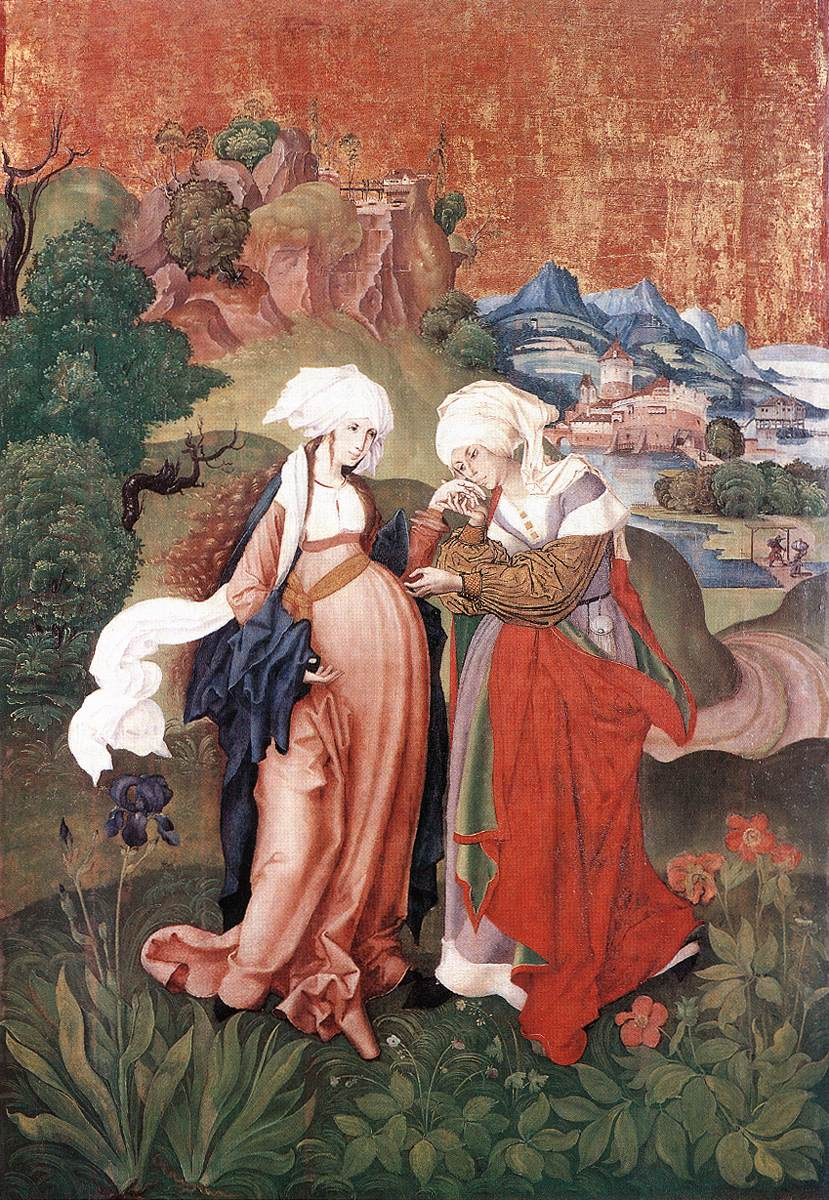
Марія відвідує Єлизавету, майстер M. S.
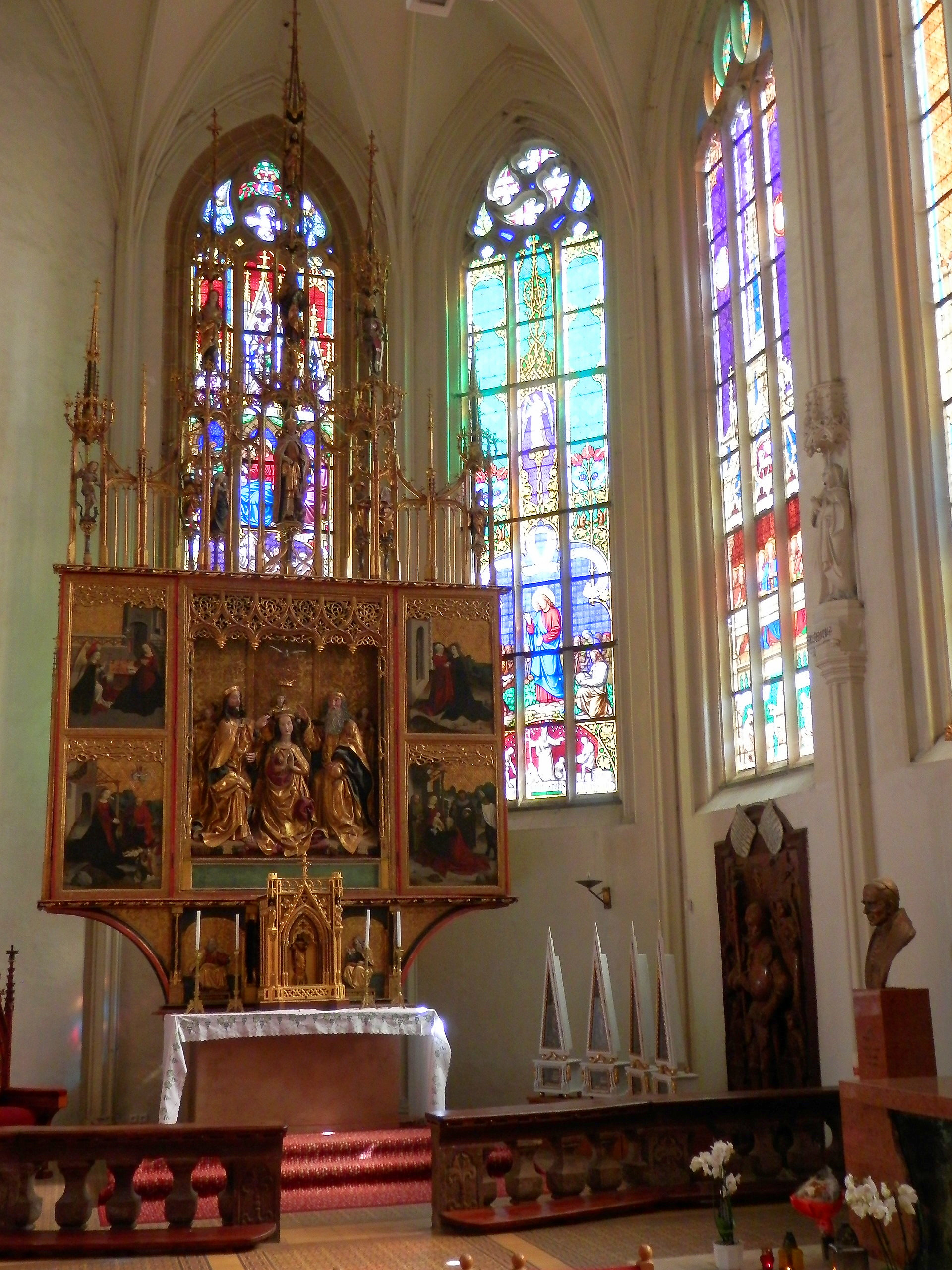
Вівтар Павла з Левочі
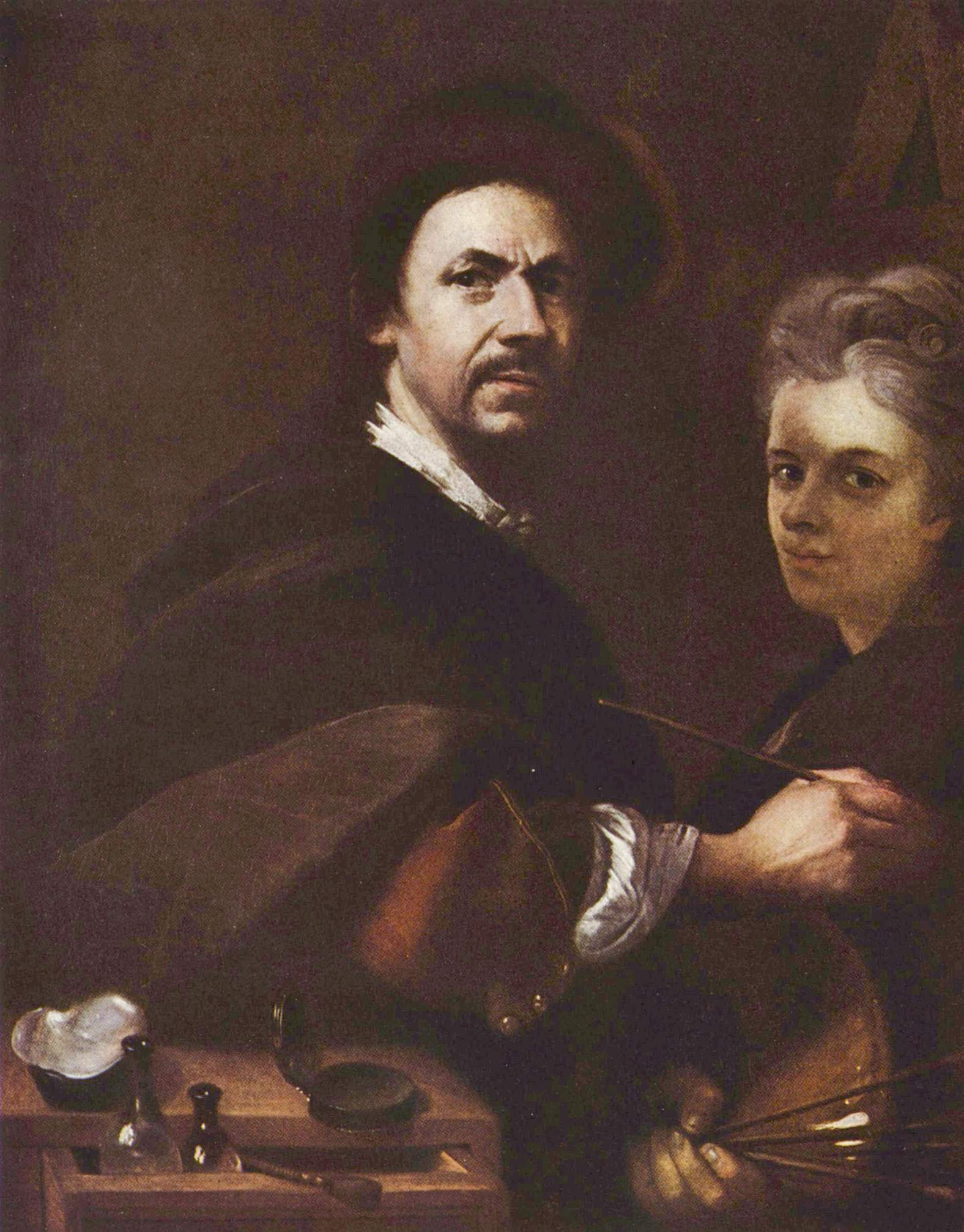
«Автопортрет», Ян Купецький, 1711
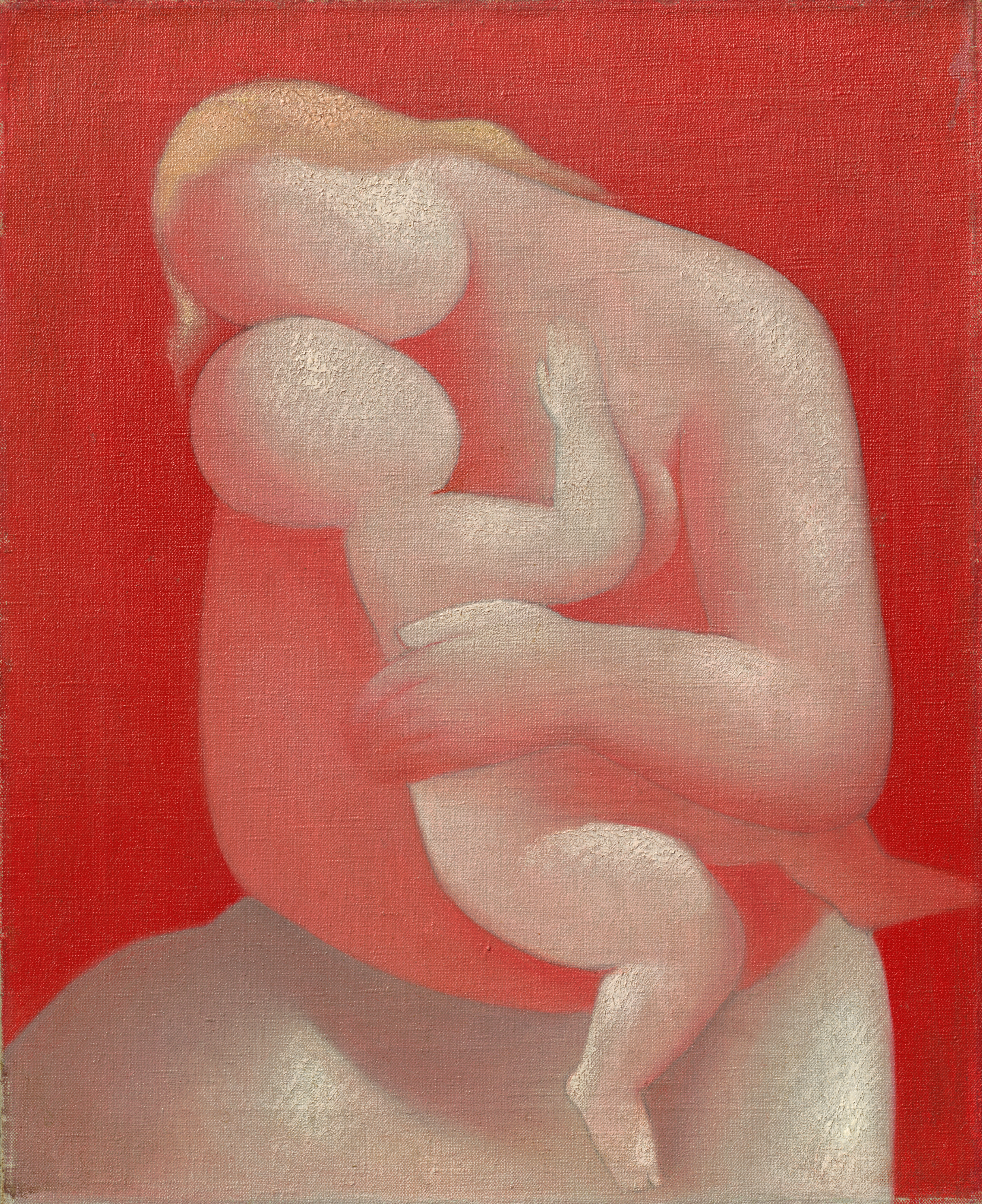
«Матір», Мікулаш Галанда, 1933

## Скульптура

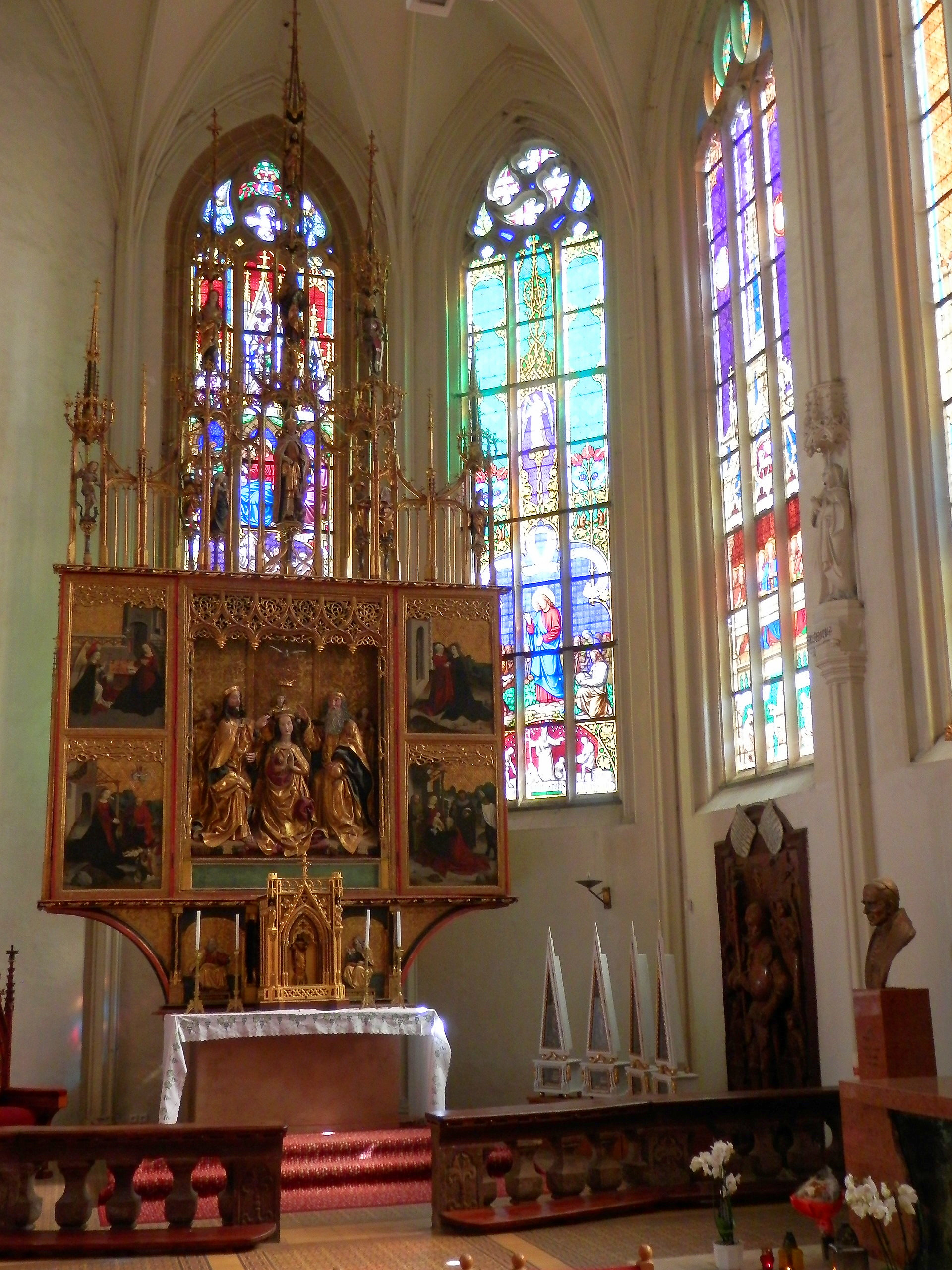
Вівтар Павла з Левочі

З кінця XV століття соборами сучасної Словаччини ширяться різьблені дерев'яні вівтарі. Великий вівтар Павла з Левочі (словац. Majster Pavol z Levoče) 1508—1515 років в соборі Святого Якуба в Левочі є найвищим (18 м) готичним дерев'яним вівтарем в світі. Майстер з Околичної автора вівтаря кафедрального собору Святої Єлизавети в Кошицях, скульптур Мадонни в кафедральному соборі Святої Катерини в Банській Бистриці, Святої Катерини і Святої Варвари, що зберігаються в музеї гірничої справи (словац. Slovenské banské múzeum Banská Štiavnica) Банської Штявниці.
XVII століття знаменується переходом до барочного стилю в скульптурі — шедеври Георга Доннера.
Наприкінці XIX століття оформлюються національні риси реалістичної скульптури: Вавринець Дунайський (1784—1833), автор меморіалу Яну Голлі в Добрій Воді, Ян Конярек (1878—1952), Алоїз Стробл (1856—1926), Янош Фадруж (1858—1903), Алоїз Рігель (1879—1940).
Відомі словацькі скульптури XX століття: Ян Конярек (1878—1952), Юліус Бартфай (1888—1979), Тібор Бартфай (1922), Ян Мате (1922), Йозеф Костка (1912—1996), Ладіслав Снопек (1919—2010).

## Фотографія
Відомі словацькі фотографи Мартін Мартінчек (1913—2004) і Кароль Каллай (1926—2012) 1970 року отримали міжнародну премію EFIAP (фр. Excellence de la Fédération Internationale de l' Art Photographique).

## Українсько-словацькі мистецькі зв'язки
Між словацькими і українськими митцями підтримуються культурні й творчі зв'язки, наприклад, 1978 року в Києві експонувалася виставка словацького образотворчого мистецтва.

## Художні музеї

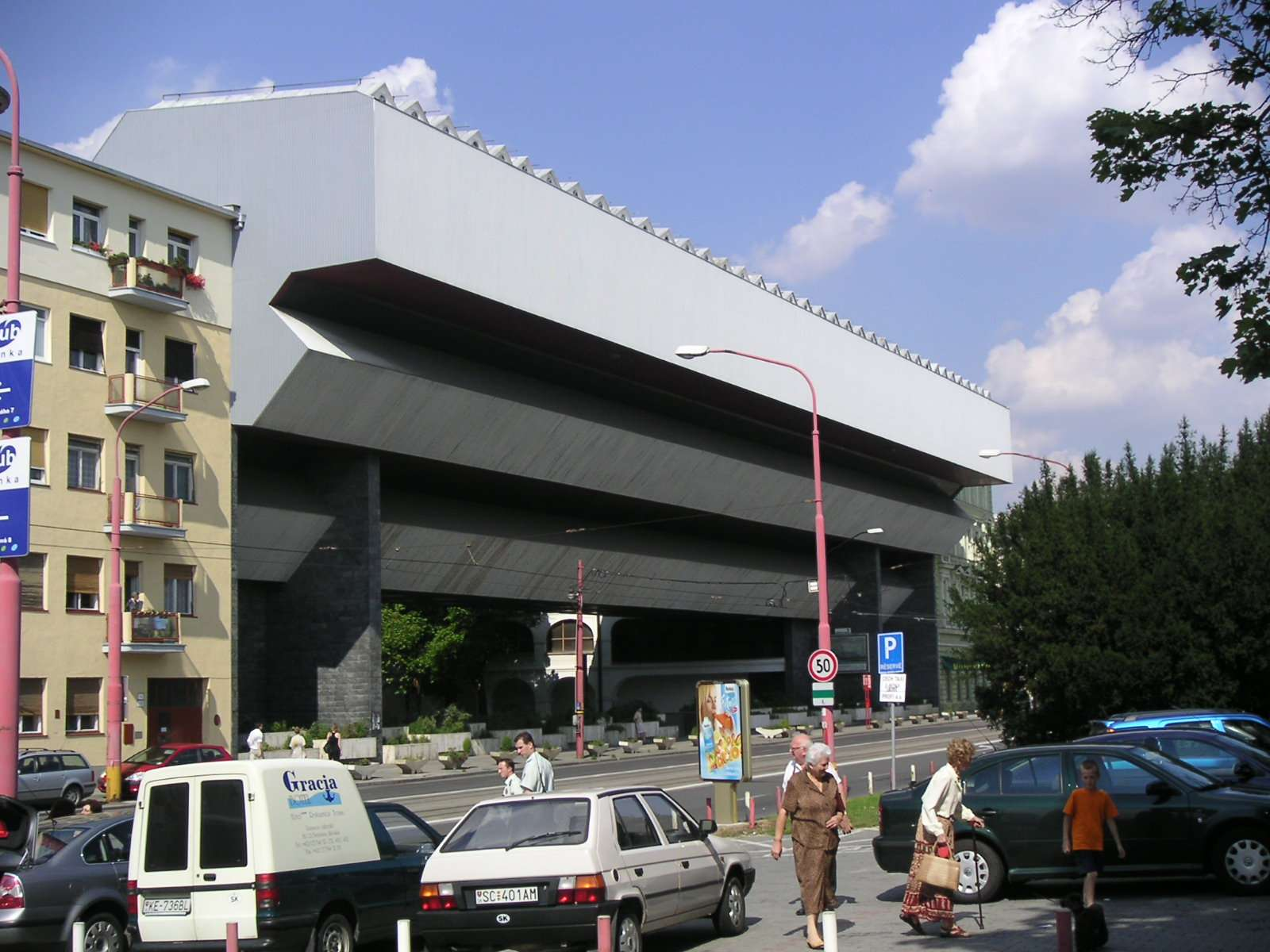
Нова будівля Словацької національної галереї

Найкращі твори словацьких митців зібрані в залах Словацької національної галереї (словац. Slovenská národná galéria, SNG), заснованої 1949 року.
Твори Петра Михайла Богуня та інших словацьких митців виставлені також у Галереї Петра Богуня, м. Ліптовський Мікулаш.